# أبلتون (ويسكونسن)
أبليتون (ويسكونسن) (بالإنجليزية: Appleton, Wisconsin)‏ هي مدينة، second-class city ومقر المقاطعة تقع في الولايات المتحدة في مقاطعة أوتاغامي. يقدر عدد سكانها بـ 72,623 نسمة ومساحتها 64.28 كم2 ووترتفع عن سطح البحر 240.79 متر.

## التركيبة السكانية
قام مكتب تعداد الولايات المتحدة بتحديد بيانات التركيبة السكانية لأبلتون في تعداد الولايات المتحدة. في ما يلي، التركيبة السكانية حسب تعدادي 2000 و2010.

### تعداد عام 2000
بلغ عدد سكان أبلتون 70,087 نسمة بحسب تعداد عام 2000، وبلغ عدد الأسر 26,864 أسرة وعدد العائلات 17,676 عائلة مقيمة في المدينة. في حين سجلت الكثافة السكانية 3,355.9 لكل ميل مربع (1,295.7/كم2). وبلغ عدد الوحدات السكنية 27,736 وحدة بمتوسط كثافة قدره 1,328.0 لكل ميل مربع (512.7/كم2).
وتوزع التركيب العرقي للمدينة بنسبة 91.48% من البيض و 0.57% من الأمريكيين الأصليين و 4.61% من الأمريكيين ذوي الأصول الآسيوية و 0.03% من سكان جزر المحيط الهادئ و 0.99% من الأمريكيين الأفارقة و 1.27% من عرقين مختلطين أو أكثر.
بلغ عدد الأسر 26,864 أسرة كانت نسبة 35.0% منها لديها أطفال تحت سن الثامنة عشر تعيش معهم، وبلغت نسبة الأزواج القاطنين مع بعضهم البعض 53.9% من أصل المجموع الكلي للأسر، ونسبة 8.7% من الأسر كان لديها معيلات من الإناث دون وجود شريك، وكانت نسبة 34.2% من غير العائلات. تألفت نسبة 27.6% من أصل جميع الأسر من أفراد ونسبة 9.1% كانوا يعيش معهم شخص وحيد يبلغ من العمر 65 عاماً فما فوق. وبلغ متوسط حجم الأسرة المعيشية 3.13، أما متوسط حجم العائلات فبلغ 2.52.
بلغ العمر الوسطي للسكان 34 عاماً. وكانت نسبة 27.4% من القاطنين تحت سن الثامنة عشر، وكانت نسبة 9.7% بين الثامنة عشر والأربعة وعشرون عاماً، ونسبة 31.8% كانت واقعةً في الفئة العمرية ما بين الخامسة والعشرون حتى والأربعة وأربعون عاماً، ونسبة 19.7% كانت ما بين الخامسة والأربعون حتى الرابعة والستون، ونسبة 11.3% كانت ضمن فئة الخامسة والستون عاماً فما فوق. يوجد لكل 100 أنثى 96.7 ذكر، ويوجد لكل 100 أنثى في الثامنة عشر من عمرها فما فوق 93.7 ذكر.
بلغ متوسط دخل الأسرة في المدينة 39,285 دولار، أما متوسط دخل العائلة فبلغ 44,097 دولار. وكان متوسط دخل الذكور 36,459 دولار مقابل 22,890 دولار للإناث. وسجل دخل الفرد الخاص بالمدينة 17,478 دولار. وكانت نسبة 7.3% من العائلات ونسبة 9.5% من السكان تحت خط الفقر، وكان من هؤلاء نسبة 7.1% تحت سن الثامنة عشر ونسبة 4.8% في الخامسة والستين من العمر وما فوق.

### تعداد عام 2010
بلغ عدد سكان أبلتون 72,623 نسمة بحسب تعداد عام 2010، وبلغ عدد الأسر 28,874 أسرة وعدد العائلات 18,271 عائلة مقيمة في المدينة. في حين سجلت الكثافة السكانية 2,984.9 نسمة لكل ميل مربع (1,152.5/كم2). وبلغ عدد الوحدات السكنية 30,348 وحدة بمتوسط كثافة قدره 1,247.3 لكل ميل مربع (481.6/كم2).
وتوزع التركيب العرقي للمدينة بنسبة 87.5% من البيض و 0.7% من الأمريكيين الأصليين و 5.9% من الأمريكيين ذوي الأصول الآسيوية و 1.7% من الأمريكيين الأفارقة و 2.0% من عرقين مختلطين أو أكثر.
بلغ عدد الأسر 28,874 أسرة كانت نسبة 33.0% منها لديها أطفال تحت سن الثامنة عشر تعيش معهم، وبلغت نسبة الأزواج القاطنين مع بعضهم البعض 48.7% من أصل المجموع الكلي للأسر، ونسبة 10.5% من الأسر كان لديها معيلات من الإناث دون وجود شريك، بينما كانت نسبة 4.1% من الأسر لديها معيلون من الذكور دون وجود شريكة وكانت نسبة 36.7% من غير العائلات. وبلغ متوسط حجم الأسرة المعيشية 3.04، أما متوسط حجم العائلات فبلغ 2.43.
بلغ العمر الوسطي للسكان 35.3 عاماً. وكانت نسبة 25% من القاطنين تحت سن الثامنة عشر، وكانت نسبة 10.1% بين الثامنة عشر والأربعة وعشرون عاماً، ونسبة 27.7% كانت واقعةً في الفئة العمرية ما بين الخامسة والعشرون حتى والأربعة وأربعون عاماً، ونسبة 26.1% كانت ما بين الخامسة والأربعون حتى الرابعة والستون، ونسبة 11.3% كانت ضمن فئة الخامسة والستون عاماً فما فوق. وتوزع التركيب الجنسي للسكان بنسبة 49.5% ذكور و50.5% إناث.